# Rigmor von Glückstadt

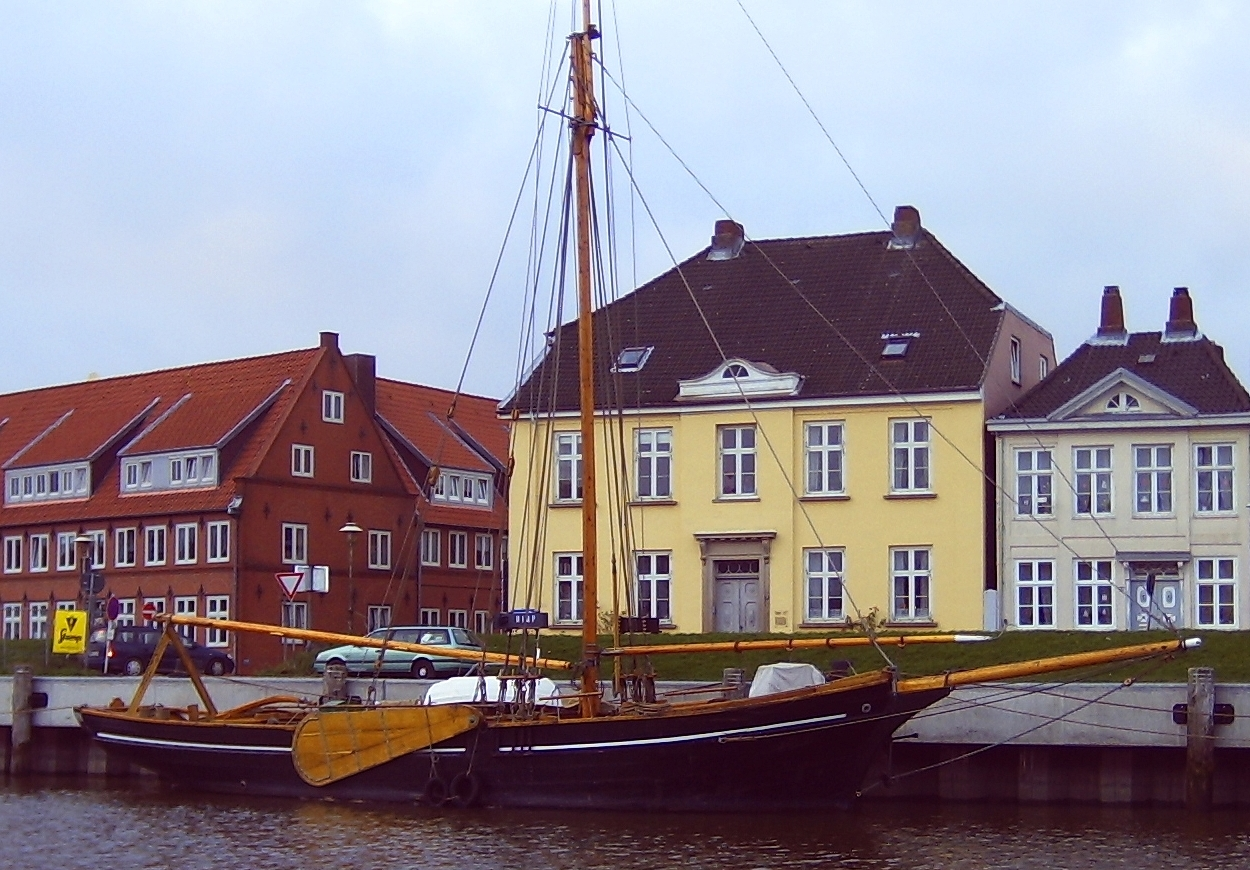
Die Rigmor im Binnenhafen Glückstadt am 29. November 2006

Die Rigmor von Glückstadt (auch kurz nur Rigmor genannt) wurde 1853 gebaut. Sie ist das älteste fahrbereite hölzerne Segelschiff Deutschlands und wurde in das Denkmalbuch des Landes Schleswig-Holsteins aufgenommen.
Ihr heutiger Heimathafen ist Glückstadt.
Die Unterhaltung des Schiffes wird durch den Förderverein RIGMOR von Glückstadt e. V. sichergestellt.

## Bau und ursprünglicher Einsatz

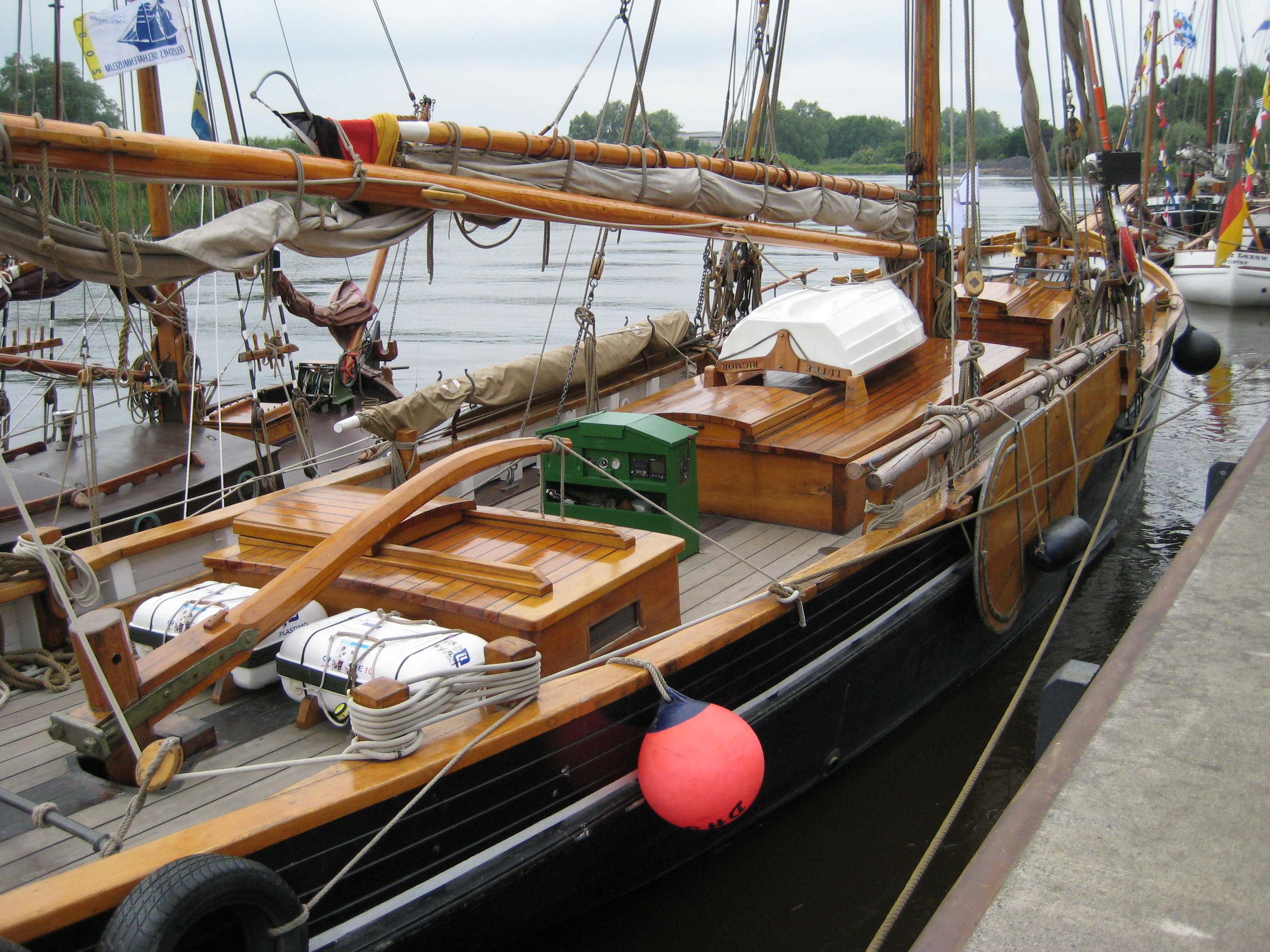
Rigmor in Itzehoe, 2007

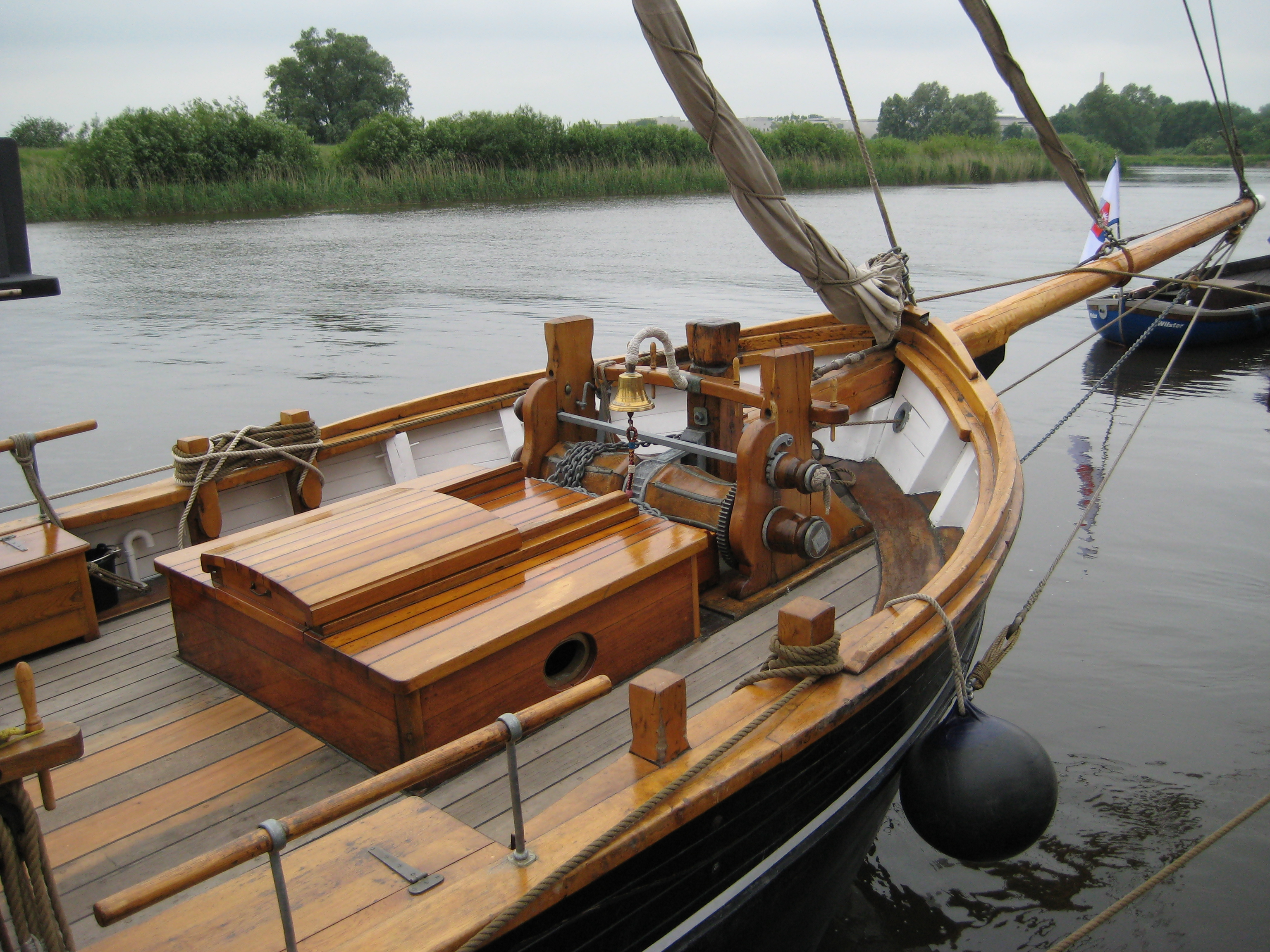
Bug, Niedergang zur Kombüse

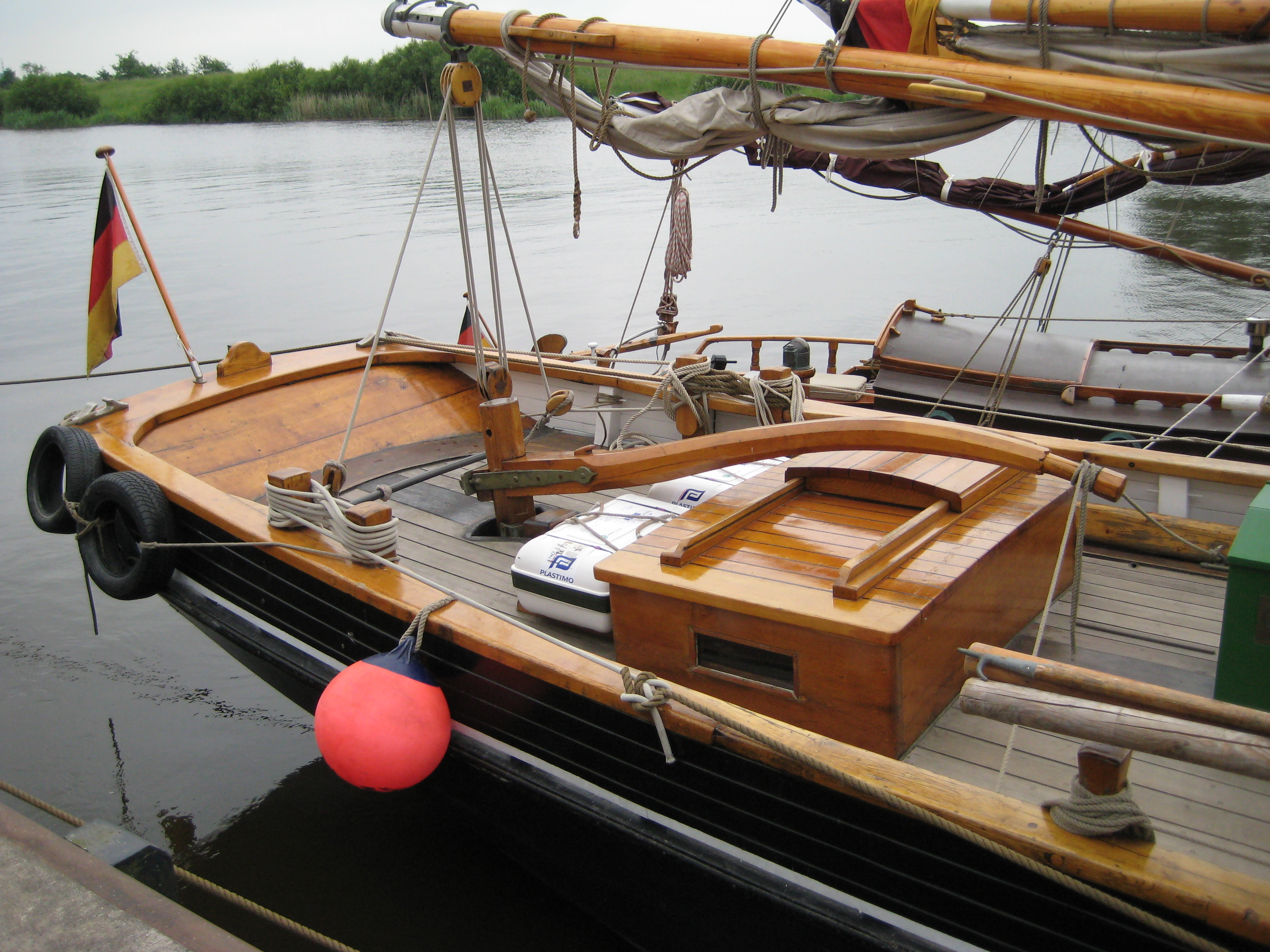
Heck, Niedergang zum Sanitärbereich

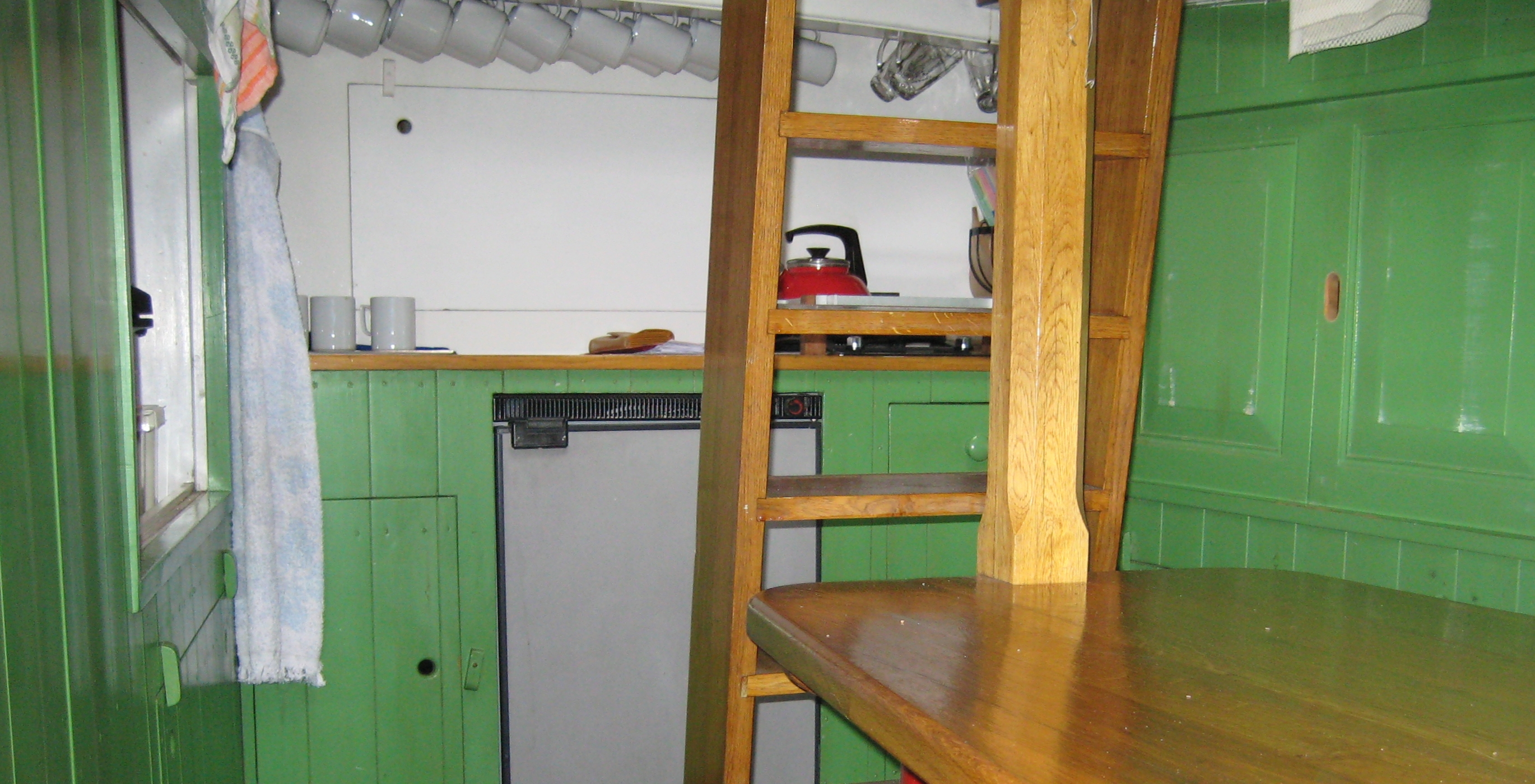
Kombüse

Das Schiff wurde 1853 in Glückstadt auf der Werft von Johannes P. Schröder gebaut. Die Indienststellung war am 15. Mai 1853.
Es wurde als „Zollkreuzer No. 5“ für das Königlich Dänische Kreuzzollwesen entworfen, um die schleswigschen und holsteinischen Küsten von See her zu überwachen, denn zur damaligen Zeit standen die Herzogtümer Schleswig und Holstein unter dänischer Herrschaft (Der Begriff Kreuzzollwesen bezeichnet die Art der Zollkontrolle auf See, das Zickzackfahren, Kreuzen genannt, der Zollsegler).
Das Einsatzgebiet dieses Zollkreuzers war die Überwachung der Gewässer zwischen den Nordfriesischen Inseln bei Amrum. Er sollte Schmuggel unterbinden; auf Frachtschiffen wurden zollpflichtige Waren abgefertigt.
Das Schiff verfügte über eine Bewaffnung in Form einer Falkonett und hatte mehrere Gewehre an Bord.
Nach Ende des Deutsch-Dänischen Krieges 1864 fiel Schleswig an Preußen, später kam auch Holstein hinzu.
Die preußische Generalzolldirektion führte das Kreuzzollwesen fort, baute aber zum Teil eigene Zollsegler. Der Kreuzer No. 5 fiel nicht unter die übernommenen Schiffe und wurde am 6. Juni 1865 versteigert. G. J. Matzen, der ehemalige Kapitän, erwarb das Schiff und ließ es in einen Frachtsegler umbauen. Umbenannt auf Treue wurde es zum Transport von Austern genutzt.
Nach mehreren Besitzer- und Namenswechseln bekam die damalige Tvende Broedere 1917 unter ihrem neuen Eigner C. Christensen ihren letzten Namen: Rigmor.

## Rigmor
Als Rigmor wurde der ehemalige Zollkreuzer zu einem Steinfischer umgebaut und für Ausbesserungsarbeiten verschiedener Art im Flachwasser bis 1984 eingesetzt. Nach einer kurzen Zeit als Freizeitsegler wurde das Schiff von einer Interessengemeinschaft gekauft und lief am 11. Oktober 1992 wieder in seinen Herstellungshafen Glückstadt ein.

## Restaurierung
Durch über einhundert Jahre unterschiedlichster Einsatzfälle wurde die Rigmor mehrfach umgebaut. Sie sollte so gut wie möglich in den Originalzustand versetzt werden. Von 1993 bis 1999 wurden verschiedene Einbauten entfernt, das Schiff schwimmfähig gemacht und der Motor überholt. Die Grundsanierung des Rumpfes fand 1994/95 auf der Dawartz-Werft in Tönning statt. Sie liegt im Hafen von Glückstadt, der normale Standort ist der Außenhafen vor der Hafenschleuse. Im Winter liegt die Rigmor im Binnenhafen.
Ab 1999 wurde die Rigmor in der Museumswerft des ÜAZ-Elmshorn (heute Wirtschaftsakademie Schleswig-Holstein gGmbh) fertiggestellt. Am 1. Juni 2002 war die Restaurierung abgeschlossen.

## Heute
Zur Deckung der Unterhaltungskosten bietet die Rigmor heute regelmäßige Fahrten wie auch die Möglichkeit einer Charterung an.
Sie ist für 20 Personen (inklusive Besatzung) im Bereich der Elbe als Traditionsschiff zugelassen; bei Fahrten in küstennahen Seegewässern für maximal 12 Personen.

## Technische Daten
Die ursprünglichen Daten von 1853 sind nicht genau ermittelbar. Heute hat die Rigmor:
- Rumpflänge: 15,90 m
- Größte Breite: 3,85 m
- Tiefgang: 1,45 m
- Länge über alles: 21,25 m
- Höhe über Wasser 18,53 m
- Segelfläche: 129 m² Großsegel (Gaffelsegel), Focksegel, Klüver und Toppsegel
- Motor: Bukh-Diesel, 64 PS (Traktormarke aus Dänemark)